# Rhyacophila mahunkai
Rhyacophila mahunkai är en nattsländeart som beskrevs av Olah 1987. Rhyacophila mahunkai ingår i släktet Rhyacophila och familjen rovnattsländor. Inga underarter finns listade i Catalogue of Life.